# Campanula chinensis
Campanula chinensis är en klockväxtart som beskrevs av Hong De-Yuan. Campanula chinensis ingår i släktet blåklockor, och familjen klockväxter. Inga underarter finns listade i Catalogue of Life.